# Agence chinoise de coopération internationale pour le développement
L'Agence chinoise de coopération internationale pour le développement (CIDCA)(chinois simplifié : 国家国际发展合作署), est une agence sous tutelle du Conseil des affaires de l'État de la république populaire de Chine qui met en œuvre la politique de développement et des aides internationales de la Chine, agit pour combattre la pauvreté,.

## Histoire
La décision de la création de l'agence a été adopté par la 13ème Assemblée nationale populaire le 17 mars, 2018,,
.
Elle a été inaugurée par le Conseiller des affaires de l'État Yang Jiechi et Ministère des Affaires étrangèresWang Yi le 18 avril 2018.

## Direction

### Présidents
- Luo Zhaohui (Avril 2021-)
- Wang Xiaotao (mars 2018-Avril 2021)[6]

### Vice-président
- Zhang Maoyu
- Zhou Liujun
- Deng Boqing

## Départements
- Département des Affaires générales
- Département des Politiques et de la Planification
- 1er Département des Affaires régionales
- 2e Département des Affaires régionales
- Département de la Supervision et de l'Évaluation
- Département de la Coopération internationale
- Comité chargé du travail d'organisation interne du PCC à l'Agence (Département du Personnel)[7]